# Luino
Luino är en ort och kommun i provinsen Varese i regionen Lombardiet i Italien. Kommunen hade 14 306 invånare (2018).